# Marcel Houf
Marcel Houf (auch Jaroslav Marcel Houf, * 1951 in Karlsbad) ist ein tschechisch-österreichischer Künstler. Er lebt und arbeitet seit 1963 in Wien als Fotograf, Grafiker, Performancekünstler, Musiker, Filmemacher und Publizist.

## Leben und Werk
Houf arbeitete als Fotoreporter und Journalist für die internationale Agentur KIPPA und für die Zeitschrift Pop Musik Express. Im Rahmen dieser Tätigkeit traf und fotografierte er Persönlichkeiten der Weltkultur wie  Frank Zappa, Jimi Hendrix, Liz Taylor und Falco.
Parallel dazu widmete er sich der Kunstfotografie, Filmaufnahmen und der Rockmusik. Er wurde zum Mitbegründer von alternativen Musikformationen wie Hever & Vaselina Band, General Guglhupf, Captain Chaos, Brontosaurus und Drahdiwaberl. Er befasste sich auch mit den multimedialen Projekten und Performance und nahm an  internationalen Ausstellungen der alternativen Kultur teil, unter anderen am Summer of Love in Wien (Kunsthalle) und in der Liverpooler Tate Gallery.

## Jö schau – Der Nackerte im Hawelka und in der Psychiatrie
Marcel Houf inspirierte mit einem Nackt-Besuch im Wiener Café Hawelka den österreichischen Liedermacher Georg Danzer zu dessen Hit Jö schau. Houf wurde in Folge des Auftrittes im Hawelka in die Psychiatrie eingewiesen.
Das Thema Psychiatrie und staatliche Gewalt bzw. Zwangsbehandlung verarbeitete der Künstler etwa in dem von ihm komponierten Lied Psychiatrie Blues.

## Filmografie
- 1995: Die neue Marlene oder vagasen sollt ma uns
- 1995: War Is Over – Sex und Unsinn